# Looking For America
«Looking For America» (с англ. — «В поисках Америки») — песня Ланы Дель Рей, изданная как внеальбомный сингл 9 августа 2019 года на лейблах Interscope и Polydor. Песня была написана Дель Рей в соавторстве с продюсером Джеком Антонофф.

## История создания
Предпосылками для написания песни послужили массовые убийства в американских городах Эль-Пасо, Техас и Дейтон, Огайо, произошедшие 3 и 4 августа 2019 года соответственно. Дель Рей написала композицию утром 5 августа, по пути из Монтесито в Лос-Анджелес, и записала её на студии с продюсером Джеком Антонофф и звукорежиссёром Лорой Сиск в тот же день. «Я знаю, что я не политик, да и не пытаюсь быть им, так что простите, что у меня есть собственное мнение — но в свете всех этих массовых убийств и перестрелок, что действительно повлияли на меня, буквально на клеточном уровне, я захотела поделиться с вами этим видео <…>», — написала исполнительница в Instagram; в видео её аккомпанирует на гитаре Антонофф. «Looking For America» стала доступна для прослушивания на Spotify и iTunes 9 августа, наряду с кавер-версией «Season of the Witch», записанной для фильма «Страшные истории для рассказа в темноте». В день релиза трека Дель Рей сообщила, что все доходы с продаж «Looking For America» пойдут фондам помощи семьям погибших в Эль-Пасо, Дейтоне и Гилрое.

## Список композиций
| №  | Название              | Автор(ы)      | Продюсер(ы)   | Длительность |
| -- | --------------------- | ------------- | ------------- | ------------ |
| 1. | «Looking For America» | Лана Дель Рей | Джек Антонофф | 2:42         |

## Участники записи
Данные адаптированы с сайта Tidal.
- Лана Дель Рей — вокал, автор песни, продюсер
- Джек Антонофф — продюсер, акустическая гитара, электрогитара, ударные, меллотрон, родес-пиано, микширование
- Лора Сиск — микширование
- Джон Шер — ассистент звукорежиссёра
- Крис Герингер[англ.] — мастеринг